# Jonte Wentzel
Jon (Jonte)  Le-Roy Wentzel, född 15 april 1976, är en svensk frilansfotograf och musikproducent.
Wentzel började sin yrkesbana på Expressen 1996. Han är tvåfaldigt prisbelönt i Årets bild och har haft publiceringar världen över, bland annat i Sunday Times. Wentzel har arbetat i högriskområden som Afghanistan, Gazaremsan, Pakistan och Haiti.